# Reumannplatz
Reumannplatz – jedna ze stacji metra w Wiedniu na linii U1. Została otwarta 25 lutego 1978. 
Znajduje się w 10. dzielnicy Wiednia, Favoriten. Jej nazwa pochodzi od pierwszego Socjaldemokratycznego burmistrza Wiednia, Jakoba Reumanna.